# Special Forces - Liberate l'ostaggio
Special Forces - Liberate l'ostaggio (Forces spéciales) è un film del 2011 diretto da Stephane Rybojad.
Pellicola di azione a sfondo bellico (guerra in Afghanistan) di carattere propagandistico sulle capacità di proiezione di potenza delle forze armate francesi nel mondo; con protagonisti Diane Kruger, Benoît Magimel e Djimon Hounsou. Il film è stato distribuito nelle sale italiane l'11 maggio 2012.
Il film è principalmente in lingua francese, benché alcune scene siano in inglese e persiano.
Girato fra la Francia, il Gibuti ed il Tagikistan, il film racconta di un gruppo di militari delle forze speciali francesi, impegnati nella disperata missione di recupero di due ostaggi nell'area Afghanistan/Pakistan.

## Trama
In Kosovo un criminale di guerra serbo viene catturato durante un'operazione del COS, il Comando delle Operazioni Speciali, che comprende i reparti di forze speciali di tutte le forze armate francesi. Lo stesso giorno a Kabul Elsa Casanova, una coraggiosa giornalista francese, durante un reportage sulla condizione della donna in Afghanistan, viene fatta prigioniera insieme al suo interprete Amin. I rapitori appartengono ad un gruppo di talebani, il cui capo Zayef mette in rete un video con il quale fissa la data di esecuzione della donna. Una squadra di commando di sei uomini, Kovax, Lucas, Tic Tac, Marius, Victor ed Elias, è prima inviata in Afghanistan per effettuare una ricognizione, poi dati i tempi ristretti le viene assegnato il compito di squadra di salvataggio.
L'attacco al campo talebano riesce con successo e i due ostaggi vengono liberati. La parte difficile deve però ancora venire, perché i talebani danneggiano l'elicottero di soccorso, e così la squadra si ritrova tagliata fuori dalle forze alleate e in pieno territorio nemico. Per raggiungere la salvezza gli uomini e la donna dovranno sfuggire ad una spietata caccia all'uomo lungo le selvagge montagne dell'Hindu Kush, condotta da una forza di circa 100/150 guerriglieri talebani, bene armati e crudelmente determinati. Durante la fuga, dopo numerosi scontri a fuoco, moriranno quattro militari, l'interprete Amin e diversi civili afgani; anche quasi tutti i talebani rimarranno uccisi, incluso il loro comandante. Kovax e Tic Tac, gli ultimi due commando superstiti, rimasti feriti, lasceranno la donna procedere da sola il viaggio verso la salvezza. Elsa verrà soccorsa dai militari francesi e parteciperà al salvataggio dei due sopravvissuti. Il film si chiude con una dedica a militari e giornalisti francesi caduti in Afghanistan.

## Curiosità
Le forze speciali francesi interpretate nel film sono:
con il basco verde, compreso il comandante Kovax, rappresentano i Commandos Marine (probabilmente Commando Hubert) le forze speciali della Marine Nationale (marina);
con il basco amaranto, TicTac è del 1er Rpima (1er Régiment de Parachutiste d'infanterie de Marine) dell'Armée de Terre (esercito); 
lo sniper Elias con il basco nero è del Cpa10 Commando Parachutiste de l'Air 10 dell'Armée de l'Air (aeronautica).
Rispettivamente gli equivalenti, in Italia, sono gli incursori del Goi/ComSubin, del 9º Reggimento d'assalto paracadutisti "Col Moschin" e del 17º Stormo incursori.
Alain Alivon, che interpreta Marius, è stato veramente un commando della Marina Francese per oltre vent'anni e ha aiutato i membri del cast per la loro formazione militare durante le riprese. Oltre a questo film ha recitato un ruolo in un documentario sui commando della Marina.